# Cachoeiro de Itapemirim
Cachoeiro de Itapemirim és un municipi brasiler de l'estat d'Espírito Santo. Actualment és un centre internacional de roques ornamentals, com el marbre.

## Geografia
El municipi es localitza a una latitud 20º50'56" sur i a una longitud 41º06'46" oest, trobant-se a una alçada de 36 metres sobre el nivell del mar, als marges del riu Itapemirim. La seva població aproximada -segons les dades registrades a l'any 2023- és de 187.786 habitants. Aquesta població s'expandeix en una superfície de 864.583 km².
Des de la dècada del 1960, és popularment anomenada "capital secreta del món".

## Personatges famosos
Cachoeiro de Itapemirim ha aportat grans artistes musicals com Roberto Carlos i Sérgio Sampaio, de la mateixa manera que l'escriptor Rubem Braga, i la naturista i bailarina Luz del Fuego.